# Snowshill Manor
Snowshill Manor est une demeure transformée en musée du National Trust et située dans le village de Snowshill, dans la région des Cotswolds, à l'est d'Oxford dans le Gloucestershire (Angleterre).

## Historique
Ce manoir fut habité par l'architecte, artisan et poète Charles Paget Wade (en) (1883-1956). Ce collectionneur qui avait pour règle de ne jamais acheter un objet pour plus de 5 £, rassembla de 1900 à 1951 une extraordinaire collection hétéroclite de plus de 5 000 pièces allant des armures japonaises aux bicyclettes, en passant par les jouets, les instruments de musique et un diorama en bouteille de Matthias Buchinger. Parmi cet inventaire à la Prévert figure un tableau du peintre français de natures mortes Jacques Linard (1597-1645). 
Cette œuvre :  Un Panier de Prunes, avec un melon coupé à gauche, huile sur toile, datée de 1635, provient, sans doute, de la vente aux enchères des collections de P. F. Tiberghien, tenue à Bruxelles le 22 mai 1833, n° 175, adjugée à Schryver.[réf. nécessaire]

## Photos

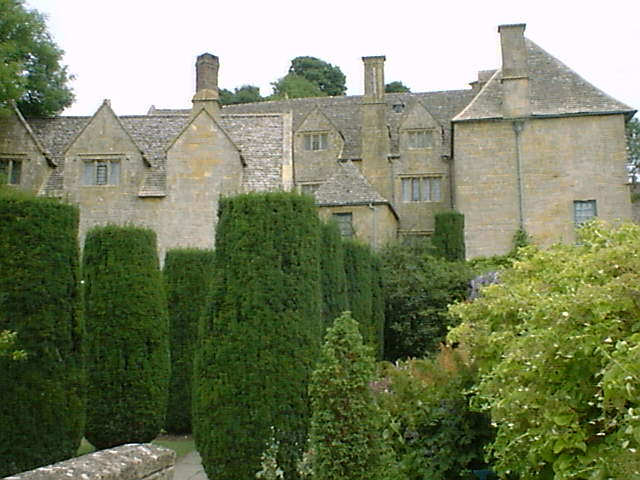
Vue de Snowshill Manor
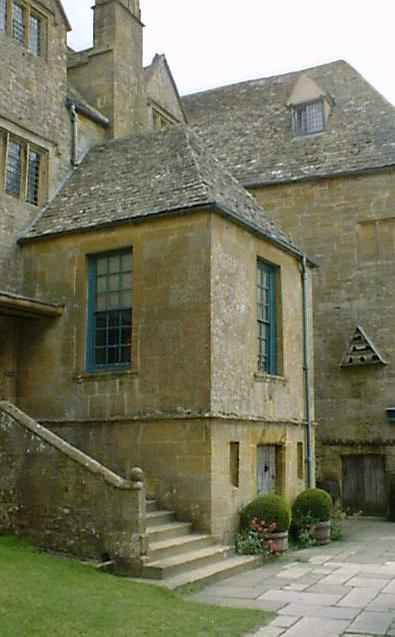
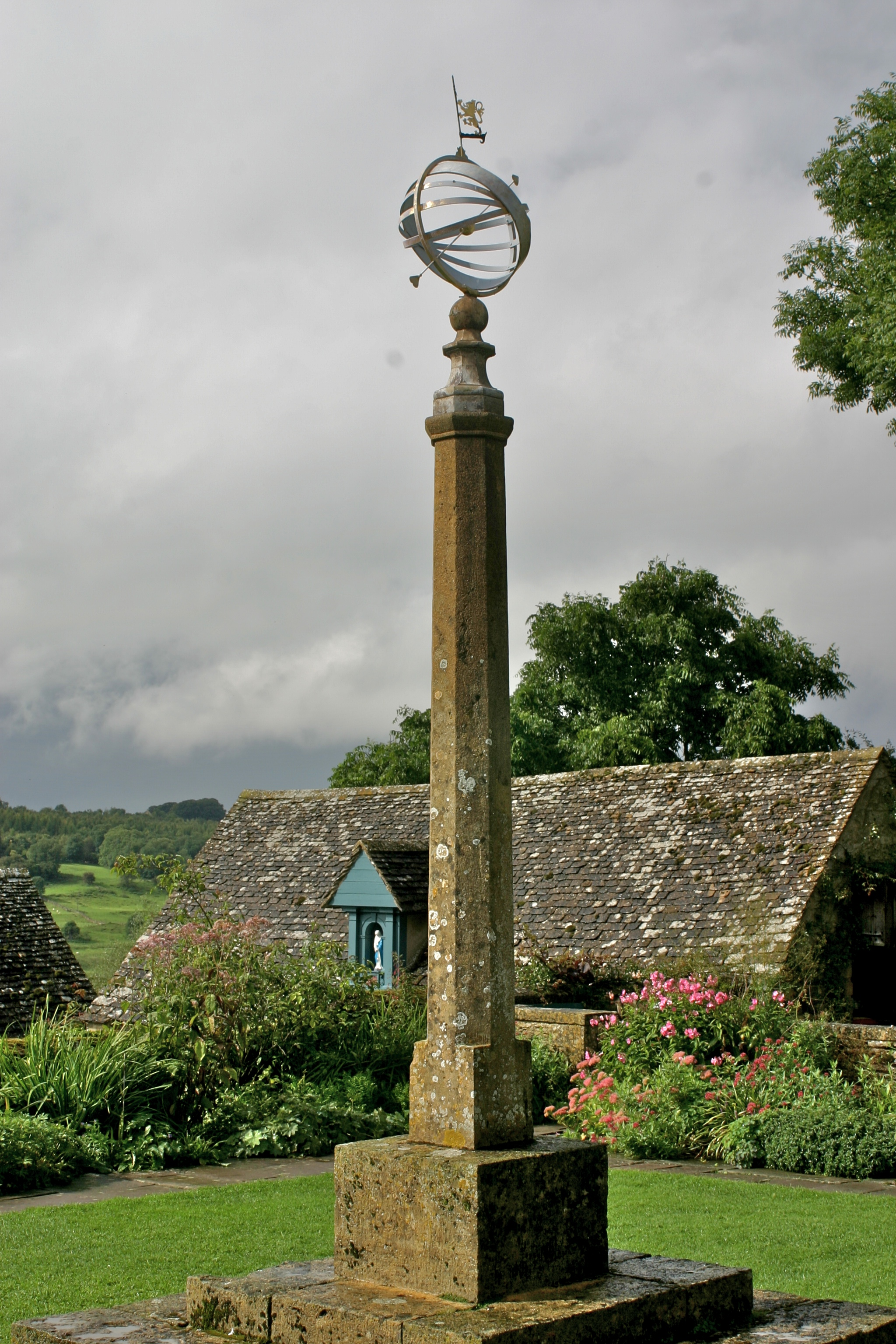
Jardins